# قطعنامه ۴۰۰ شورای امنیت
قطعنامه  ۴۰۰ شورای امنیت سازمان ملل متحد که در تاریخ ۰۷ دسامبر ۱۹۷۶ تصویب شد، سندی بین‌المللی دربارهٔ توصیه در مورد انتصاب دبیر کل سازمان ملل است. این قطعنامه طی نشست ۱٬۹۷۸ام    تصویب شد.